# 무수천 (서울)
무수천(無愁川)은 서울특별시 도봉구 도봉동 도봉산에서 발원하여 도봉천으로 합쳐지는 하천이다. 복개된 구간이 없이 흐른다.